# Polská návěstní soustava
Polská návěstní soustava dává strojvedoucímu celkový přehled o dopravní situaci. Jedná se o rychlostní návěstní soustavu, podobnou soustavě používané v České republice na tratích Správy železnic. Návěstidla se dělí do těchto kategorií:
- Hlavní návěstidla (Semafor)
- Předvěsti (Tarcza ostrzegawcza)
- Opakovací předvěsti (Sygnał powtarzający)
- Seřaďovací návěstidla (Tarcza manewrowa)

Většina návěstidel je světelných, mechanická návěstidla jsou na ústupu.

## Světelná návěstidla

### Hlavní návěstidla
Jedná se o nejrozšířenější typ návěstidla v Polsku. Jejich základním stavem je návěst Stůj! (červené světlo), přičemž tato návěst je absolutní. Návěst dovolující jízdu musí rozsvítit obsluha, přičemž po průjezdu vlaku kolem návěstidla se toto opět samočinně přestaví do polohy Stůj!. Hlavní návěstidla jsou rozlišena červeno-bílými pruhy, u normálních na noze, u trpasličích na vlastním tělese.
Hlavní návěstidla návěstí jak omezení pro jízdu v následujícím úseku, tak zároveň mohou být předvěstí následujícího hlavního návěstidla.
| Předvěst            | Předvěst          | Předvěst                 | Předvěst                  | Předvěst |
| ------------------- | ----------------- | ------------------------ | ------------------------- | -------- |
| Volno (bez omezení) | Očekávej 100 km/h | Očekávej 60 nebo 40 km/h | Výstraha (očekávej Stůj!) | neurčeno |
|                     |                   |                          |                           |          |
|                     |                   |                          |                           |          |
|                     |                   |                          |                           |          |
| Bez omezení         | Rychlost 100 km/h | Rychlost 60 km/h         | Rychlost 40 km/h          | Stůj!    |
| Návěst              |                   |                          |                           |          |

| Hlavní návěstidla:            | Hlavní návěstidla: |
| ----------------------------- | --- |
|                               | S1 – Stůj! |
| Návěsti neomezující rychlost: | |
|                               | S2 – Volno S3 – Očekávej rychlost 100 km/h S4 – Očekávej rychlost 60 nebo 40 km/h S5 – Výstraha (očekávej Stůj!)                                                                                     |
| Rychlost 100 km/h:            | |
|                               | S6 – Rychlost 100 km/h a volno S7 – Rychlost 100 km/h a očekávej rychlost 100 km/h S8 – Rychlost 100 km/h a očekávej 60 nebo 40 km/h S9 – Rychlost 100 km/h a výstraha (očekávej Stůj!)              |
| Rychlost 60 km/h:             | |
|                               | S10a – Rychlost 60 km/h a volno S11a – Rychlost 60 km/h a očekávej rychlost 100 km/h S12a – Rychlost 60 km/h a očekávej rychlost 60 nebo 40 km/h S13a – Rychlost 60 km/h a výstraha (očekávej Stůj!) |
| Rychlost 40 km/h:             | |
|                               | S10 – Rychlost 40 km/h a volno S11 – Rychlost 40 km/h a očekávej rychlost 100 km/h S12 – Rychlost 40 km/h a očekávej rychlost 60 nebo 40 km/h S13 – Rychlost 40 km/h a výstraha (očekávej Stůj!)     |

| Přivolávací návěst | Přivolávací návěst | Přivolávací návěst | Přivolávací návěst |
| ------------------ | ------------------ | ------------------ | --- |
|                    |                    |                    | Sz – Přivolávací návěst (sygnał zastępczy) je návěst, která se používá v případě poruchy zabezpečovacího zařízení. Na prvním obrázku je příklad, kdy výpravčí z důvodu poruchy nemůže rozsvítit běžnou návěst dovolující jízdu. Na druhém obrázku je příklad, kdy je celé hlavní návěstidlo pro poruchu zhasnuté. Na třetím obrázku je návěstidlo schopné návěstit pouze přivolávací návěst. Pokud je zhaslé, strojvedoucí musí jednat, jako u návěsti Stůj! |

### Automatický blok
Automatický blok návěstí stejné návěsti, jako hlavní návěstidla, s tím, že návěst Stůj! není absolutní, a strojvedoucí může po zastavení pokračovat podle rozhledu dále maximálně rychlostí 20 km/h.
Stožáry návěstidla automatického bloku jsou v bílé barvě (stejně jako v České republice).
| Autoblok:             | Autoblok: | Autoblok: | Autoblok: | Autoblok: |
| --------------------- | --------- | --------- | --------- | --- |
| Dvouznakový autoblok: |           |           |           | |
|                       |           |           |           | S2 – Volno (oddíl před vlakem volný) S1 – Stůj! (oddíl před vlakem obsazený) |
| Tříznakový autoblok:  |           |           |           | |
|                       |           |           |           | S2 – Volno (více než jeden oddíl před vlakem volný) S5 – Výstraha (jeden oddíl před vlakem volný) S1 – Stůj! (oddíl před vlakem obsazený) |
| Čtyřznakový autoblok: |           |           |           | |
|                       |           |           |           | S2 – Volno (více než dva oddíly před vlakem volné) S3 – Očekávej rychlost 100 km/h (dva oddíly před vlakem volné) S5 – Výstraha (jeden oddíl před vlakem volný) S1 – Stůj (oddíl před vlakem obsazený) |
| Další:                |           |           |           | |
|                       |           |           |           | S1a – Speciální případ návěsti Stůj!, která je v tomto případě absolutní (používá se v případech nebezpečí, například aby vlak nevjel do tunelu, kde zuří požár) (zhaslé návěstidlo) – u obousměrného autobloku jsou návěstidla pro směr, pro který není dán traťový souhlas, zhaslá. Pokud strojvedoucí za jízdy narazí na zhaslé návěstidlo autobloku, musí zastavit a kontaktovat výpravčího. |

### Předvěsti

Označení předvěsti

Předvěst (Pol. tarcza ostrzegawcza) je návěstidlo, které předvěstí návěst následujícího hlavního návěstidla, ale samotné rychlost jízdy neomezuje. Je vždy umístěno na zábrzdnou vzdálenost od hlavního návěstidla, které předvěstí.
Stožáry předvěsti jsou v šedé barvě.
| Předvěsti: | Předvěsti:                              |
| ---------- | --------------------------------------- |
|            | Os1 – Výstraha                          |
|            | Os2 – Volno                             |
|            | Os3 – Očekávej rychlost 100 km/h        |
|            | Os4 – Očekávej rychlost 60 nebo 40 km/h |

### Opakovací předvěsti
Opakovací předvěst se zřizuje, pokud není možný dohled na hlavní návěstidlo (například kvůli oblouku). Celkově mezi předvěstí a hlavním návěstidlem mohou být až tři opakovací předvěsti.
Jsou označené římskými číslicemi, přičemž ta označená I je nejblíže hlavnímu návěstidlu. Opakovací předvěst používá stejné návěsti jako normální předvěst s tím, že navíc přidává bílé světlo.
Jsou natřené na šedo.
| Opakovací předvěsti: | Opakovací předvěsti:                    |
| -------------------- | --------------------------------------- |
|                      | Sp1 – Výstraha                          |
|                      | Sp2 – Volno                             |
|                      | Sp3 – Očekávej rychlost 100 km/h        |
|                      | Sp4 – Očekávej rychlost 60 nebo 40 km/h |

Příklad užití opakovacích předvěstí. Vjezdové návěstidlo návěstí rychlost 40 km/h, předvěstěnou kromě předvěsti i třemi opakovacími předvěstmi:
| Předvěst            |  | 3. opakovací předvěst | 2. opakovací předvěst | 1. opakovací předvěst | Hlavní návěstidlo |
|                     |  |                       |                       |                       |                   |
| ToB                 |  | 3SpB                  | 2SpB                  | 1SpB                  | B                 |
| Zábrzdná vzdálenost |  |                       |                       |                       |                   |
|                     |  | Viditelnost           |                       |                       |                   |

### Přejezdníky
Přejezdník je návěstidlo umístěné na zábrzdnou vzdálenost od automatického železničního přejezdu. Informuje strojvedoucího o správné funkci PZZ. Přejezdník je obvykle zhaslý, rozsvítí se, až když se přiblíží vlak.
Přejezdníky nemají návaznost na ostatní návěstidla.
Jsou natřené černo-bílými pruhy.
| Přejezdníky: | Přejezdníky: |
| ------------ | --- |
|              | Osp1 – PZZ nefunguje správně, čelo vlaku musí přes daný přejezd projíždět rychlostí maximálně 20 km/h a strojvedoucí musí být připraven v případě potřeby ihned zastavit |
|              | Osp2 – PZZ funguje správně, jízda možná bez omezení |

### Seřaďovací návěstidla
Seřaďovací návěstidla (Pol. tarcza manewrowa) jsou návěstidla používaná pouze ve stanicích, platná pouze pro posun. Mohou být buď samostatná, nebo součástí hlavního návěstidla, přičemž takovéto hlavní návěstidlo je pak označeno tabulkou s písmenem "m".
Samostatně stojící seřaďovací návěstidla jsou natřená na šedo.
| Seřaďovací návěstidla: | Seřaďovací návěstidla: | Seřaďovací návěstidla:                         |
| ---------------------- | ---------------------- | ---------------------------------------------- |
|                        |                        | Ms1 – Posun zakázán S1 – Stůj! a posun zakázán |
|                        |                        | Ms2 – Posun povolen                            |

## Mechanická návěstidla
| Mechanická návěstidla (denní a noční návěst): | Mechanická návěstidla (denní a noční návěst): | Mechanická návěstidla (denní a noční návěst): |
| --------------------------------------------- | --------------------------------------------- | --------------------------------------------- |
| Sr1 – Stůj!                                   | Sr2 – Volno                                   | Sr3 – Pomalu                                  |
| Mechanické předvěsti                          |                                               |                                               |
| Od1/Ot1 – Výstraha (očekávej Stůj!)           | Od2/Ot2 – Volno                               | Ot3 – Výstraha (očekávej Pomalu)              |
| Mechanická seřaďovací návěstidla              |                                               |                                               |
| M1 – Posun zakázán                            | M2 – Posun povolen                            |                                               |